# René Bliard
René Bliard (Dizy, Marne, 1932. október 18. – 2009. szeptember 27.) válogatott francia labdarúgó, csatár.

## Pályafutása

### Klubcsapatban
1953 és 1959 között a Stade de Reims labdarúgója volt, ahol két francia bajnoki címet és egy kupagyőzelmet ért el a csapattal. Az 1954–55-ös idényben 30 góllal az élvonal gólkirálya lett. Tagja volt az 1955–56-os és 1958–59-es idényben BEK-döntős csapatnak. 1959–60-ban a Red Star, 1960–61-ben a Rouen, 1961 és 1963 között ismét a Red Star játékosa volt.

### A válogatottban
1955 és 1958 között hét alkalommal szerepelt a francia válogatottban.

## Sikerei, díjai
Stade de Reims
- Francia bajnokság (Division 1)
  - bajnok (2): 1954–55, 1957–58
  - gólkirály: 1954–55 (30 gól)
- Francia kupa (Coupe de France)
  - győztes: 1958
- Latin kupa
  - döntős: 1955
- Bajnokcsapatok Európa-kupája (BEK)
  - döntős (2): 1955–56, 1958–59

## Statisztika

### Mérkőzései a francia válogatottban
| Franciaország | Franciaország       | Franciaország                     | Franciaország | Franciaország | Franciaország | Franciaország | Franciaország | Franciaország |
| #             | Dátum               | Helyszín                          | Hazai         | Eredmény      | Vendég        | Kiírás        | Gólok         | Esemény       |
| ------------- | ------------------- | --------------------------------- | ------------- | ------------- | ------------- | ------------- | ------------- | ------------- |
| 1.            | 1955. március 17.   | Madrid, Santiago Bernabéu stadion | Spanyolország | 1 – 2         | Franciaország | barátságos    | -             |               |
| 2.            | 1955. május 15.     | Párizs, Colombes Stadion          | Franciaország | 1 – 0         | Anglia        | barátságos    | -             |               |
| 3.            | 1955. október 23.   | Moszkva, Gyinamo Stadion          | Szovjetunió   | 2 – 2         | Franciaország | barátságos    | -             | 30'           |
| 4.            | 1955. december 25.  | Brüsszel, Heysel-stadion          | Belgium       | 2 – 1         | Franciaország | barátságos    | -             |               |
| 5.            | 1956. február 15.   | Bologna, Stadio Comunale          | Olaszország   | 2 – 0         | Franciaország | barátságos    | -             |               |
| 6.            | 1957. szeptember 1. | Reykjavík, Laugardalsvöllur       | Izland        | 1 – 5         | Franciaország | vb-selejtező  | -             |               |
| 7.            | 1958. április 16.   | Párizs, Parc des Princes          | Franciaország | 0 – 0         | Svájc         | barátságos    | -             |               |
|               | Összesen            |                                   |               | 7             | mérkőzés      |               | 0             | gól           |